# چزگ
چزگ روستایی از توابع دهستان طاغنکوه شمالی بخش طاغنکوه شهرستان فیروزه در استان خراسان رضوی ایران است. این روستا در فاصله ۶۵ کیلومتری غرب نیشابور و ۵۵ کیلومتری شرق سبزوار قرار دارد
 از لحاظ تاریخی این روستا یکی از روستاهای رَبع طبس در ولایت بیهق(سبزوار کنونی) بوده است. محصولات کشاورزی روستای چزگ شامل انگور و بادام و عناب و گردو و زعفران می باشد.  گویش مردم روستای چزگ ترکی می باشد.

## جمعیت‌شناسی
این روستا براساس سرشماری مرکز آمار ایران در سال ۱۳۹۵، ۵۵۳ نفر (۱۸۹ خانوار) جمعیت داشته‌است.